# Mai Khôi
Mai Khôi est une musicienne et militante vietnamienne.
Mai Khoi milite pour la liberté d'expression et les droits de l'homme et LGBT au Vietnam, et contre les violences envers les femmes. En mai 2016 elle tente, vainement, de se porter candidate aux élections de l'Assemblée nationale. Elle fait partie ce même mois des militants rencontrés par le président américain Barack Obama durant sa visite au Vietnam.
Son militantisme lui vaut d'être ostracisée par l'industrie musicale vietnamienne. En juillet 2017, la police interrompt un concert privé qu'elle donne avec son groupe The Dissidents à Hanoi. Le 11 novembre 2017, elle est brièvement arrêtée par la police alors qu'elle manifeste contre la visite du président américain Donald Trump au Vietnam.